# Rosemary's Killer
Pour plus de détails, voir Fiche technique et Distribution.
Rosemary's Killer (The Prowler) est un film d'horreur américain de Joseph Zito sorti en 1981.

## Synopsis
Lors de la Seconde Guerre Mondiale, une adolescente, Rosemary, envoie une lettre à son petit ami soldat qu'elle a décidé de quitter, qu'elle est lasse d'attendre son retour. À son retour au pays, lors d'un bal de promo, le militaire, vêtu d'un uniforme de l'armée, la surprend en train de faire l'amour avec un autre homme et les assassine tous les deux. 30 ans plus tard, dans une institution réservée aux jeunes filles, les étudiantes se préparent pour la remise des diplômes et pour le premier bal de promo depuis le meurtre sanglant. Mr. Chatham, un membre du conseil de l'école, a tenté d'interdire le retour de cette cérémonie car la fille tuée à l'époque n'est d'autre que sa propre fille. Le jour J, la nuit tombée, un mystérieux tueur habillé comme un soldat de la Seconde Guerre Mondiale recommence son massacre et s'en prend aux adolescentes...

## Fiche technique
- Titre original : The Prowler
- Titre français : Rosemary's Killer
- Réalisation : Joseph Zito
- Scénario : Neal Barbera et Glenn Leopold
- Maquillages : Tom Savini
- Photographie : João Fernandes
- Montage : Joel Goodman
- Musique : Richard Einhorn
- Production : Joseph Zito et David Streit
- Sociétés de production : Graduation
- Sociétés de distribution : Sandhurst
- Pays : États-Unis
- Langue : anglais
- Format : Couleurs - 35 mm - 1,85:1 - Son mono
- Genre : horreur, slasher
- Durée : 89 minutes
- Dates de sortie :
  - États-Unis : 6 novembre 1981
  - France : 4 mai 1984
- Classification : Interdit aux moins de 16 ans lors de sa sortie en France.

## Distribution
- Vicky Dawson : Pam MacDonald
- Christopher Goutman : Adjoint Mark London
- Lawrence Tierney : Major Chatham
- Farley Granger : Shérif George Fraser
- Cindy Weintraub : Lisa
- Lisa Dunsheath : Sherry
- David Sederholm : Carl
- Bill Nunnery : Le réceptionniste de l'hôtel
- Thom Bray : Ben
- Diane Rode : Sally
- Bryan Englund : Paul
- Donna Davis : Miss Allison
- Carleton Carpenter : Le maître de cérémonie en 1945
- Joy Glaccum : Francis Rosemary Chatham
- Timothy Wahrer : Roy
- John Seitz : Pat Kingsley
- Bill Hugh Collins : Otto
- Dan Lounsbery : Jimmy Turner